# Katharinenbahn
| Katharinenbahn Jekaterininskaja schelesnaja doroga | Katharinenbahn Jekaterininskaja schelesnaja doroga |
| -------------------------------------------------- | -------------------------------------------------- |
| Postkarte der Katharinenbahn um 1900               |                                                    |
| Spurweite:                                         | 1524 mm (Russische Spur)                           |
|                                                    |                                                    |

Die Katharinenbahn (auch Jekatherinenbahn; russisch Екатерининская железная дорога/Jekaterininskaja schelesnaja doroga; ukrainisch Катерининська залізниця/Katerynynska salisnyzja) war eine Staatsbahn des Russischen Kaiserreichs in der heutigen Ukraine und im Süden Russlands. Die Bahn diente vorrangig der Erschließung der Erz- und Kohlevorkommen im Donbass und Krywbass und trug zur rasanten Entwicklung der Industrie in diesen Gebieten bei.

## Geschichte
Das Eisenbahn-Projekt wurde am 22. April 1875 genehmigt, aber der Russisch-Türkische Krieg von 1877–1878 verhinderte vorerst dessen Umsetzung.
Erbaut wurde das Schienennetz der Katharinenbahn überwiegend in den Jahren 1882 bis 1904. Zur Teil wurden auch anschließende, vormals private Strecken durch den Staat hinzugekauft. Die Gesamtlänge des Streckennetzes betrug im Jahre 1902 2.134 Werst (ca. 2.276 km), und die durchschnittlichen Kosten für den Bau einer Werst der Haupttrasse beliefen sich auf etwa 36.000 Rubel. Die Eröffnung der Katharinenbahn gab den wichtigsten Impuls zur Ankurbelung der Wirtschaft, da nun die Bergbaugebiete untereinander, innerhalb des Russischen Reiches und mit dem Ausland vernetzt waren. Bis 1913 wurde das Streckennetz auf über 2.800 Werst (ca. 2.987 km) erweitert. Nach der Oktoberrevolution im Jahre 1918 wurde die mittlerweile Strecken von knapp 3.000 Werst (ca. 3.200 km) umfassende Bahn verstaatlicht und am 4. Januar 1936 in Stalinbahn (russisch Сталинская железная дорога/Stalinskaja schelesnaja doroga; ukrainisch Сталінська залізниця/Stalinska salisnyzja) umbenannt.

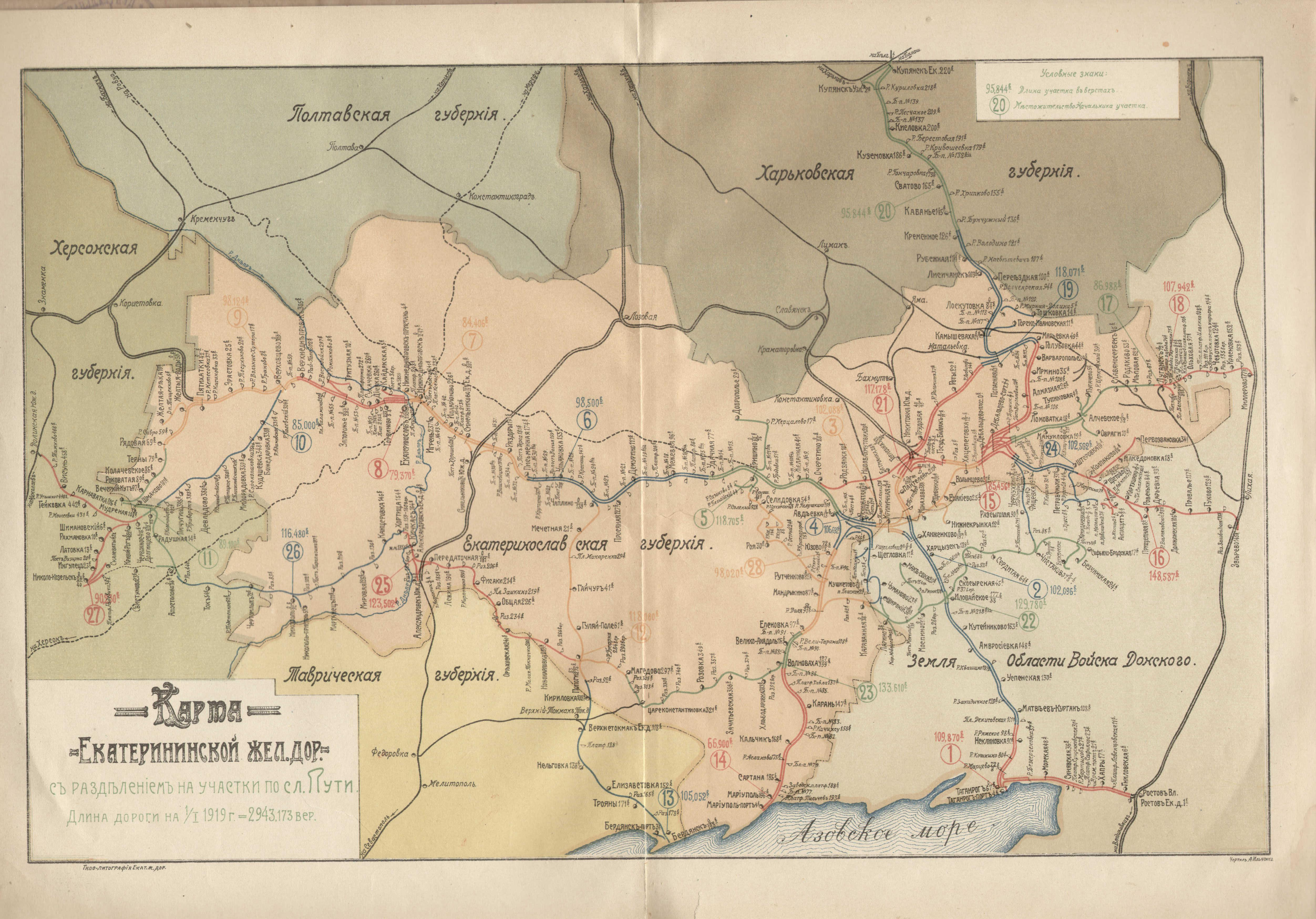
Streckennetz der Bahn im Jahr 1919

Heute gehört das Streckennetz der Bahn zur Ukrsalisnyzja und zur Jugo-Wostotschnaja schelesnaja doroga der Rossijskije schelesnyje dorogi.

## Fahrzeugeinsatz

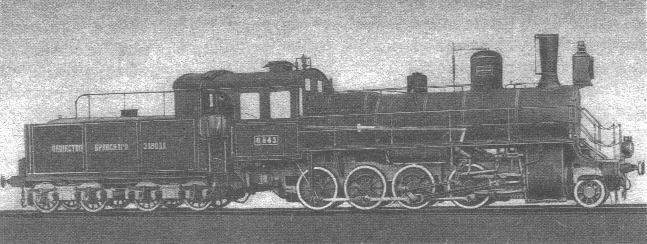
Dampflokomotive Ш

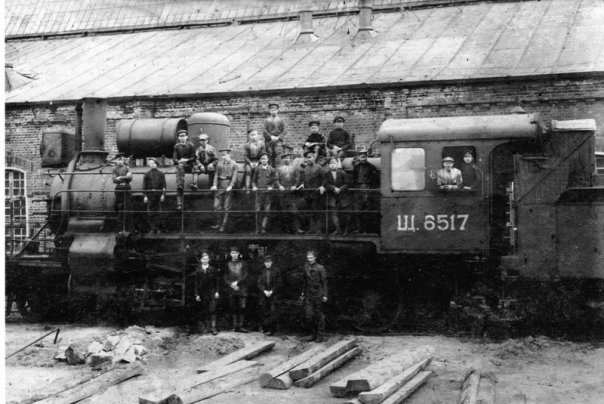
Dampflokomotive Щ

Auf der Katharinenbahn kamen 1250 Dampflokomotiven, unter anderem die des Typs ОД, Ш und Щ sowie 37.072 Güterwaggons und 995 Personenwaggons zum Einsatz. Gewartet und repariert wurden sie in den Eisenbahn-Werkstätten in Jekaterinoslaw.